# Port Huron Prowlers
Port Huron Prowlers je profesionální americký klub ledního hokeje, který sídlí v Port Huronu ve státě Michigan. Založen byl v roce 2015. Do profesionální FHL vstoupil v ročníku 2015/16. Své domácí zápasy odehrává v hale McMorran Place s kapacitou 3 400 diváků. Klubové barvy jsou červená, bílá a černá.
Jedná se o vítěze FHL ze sezóny 2015/16.

## Úspěchy
- Vítěz FHL ( 1× )
  - 2015/16

## Přehled ligové účasti
Zdroj: 
- 2015– : Federal Hockey League